# Courage My Love
Courage My Love — канадская рок-группа из города Китченер, провинции Онтарио, сформированная двумя близнецами Феникс и Мерседес Арн-Хорн, а также басистом Дэвидом Блейк-Диксоном.

## История
Группа победила в начале 2010 года в битве групп в Стратфорде и вскоре была подписана на лейбл Warner Music Canada. Название группы было взято из цитаты из фильма Облик грядущего.
Ядро группы составляли близнецы Мерседес и Феникс, которые получили классическое образование в классе пения, пианино, гитары и виолончели.
Басист Брэндон Локвуд заменил Дэвида Блей-Диксона в 2013 после ухода последнего из группы по личным причинам.
В 2012 году группа была включена музыкальным журналом Alternative Press в список «100 групп, которые вы должны знать» (англ. «Top 100 Bands You Need to Know»).
Расширенная версия EP For Now была выпушена 18 июля 2012 года на лейбле Grizz Rhythms/Spinning.
Для продвижения их третьего EP, который получил название Becoming, группа спродюсировала пародийное реалити-шоу из 6 частей под названием «(Не)Реальная жизнь группы Courage My Love» (англ. «The (Un)Real Lives of Courage My Love»), которое было выпущено на YouTube канале группы.
В августе 2013 года они появились на обложке журнала Canadian Musician. В статье основное внимание уделено подходу группы к достижению успеха в новой музыкальной индустрии с помощью использования социальных сетей для взаимодействия с поклонниками по всему миру.
Группа была номинирована на премию Juno Awards 2014 в категории «Прорывная группа года».
11 февраля 2015 группа была подписана независимым звукозаписывающим лейблом InVogue из Огайо. После, 24 марта 2015, группа перевыпустила Becoming как полноформатный альбом.
Группа также участвовала на первом рождественском сборнике InVogue Records Happy Holidays, I Miss You. Музыкальный коллектив выпустил свою кавер-версию на трек Last Christmas от английской группы Wham! в День Благодарения 2016 года..
В 2017 году группа выпустила свой второй полноформатный альбом Synesthesia на лейбле Warner Canada и гастролировала по Европе и Великобритании с Halflives.
Группа выпустила шестой EP Spectra в 2020 году самостоятельно. В том же году группа Courage My Love распалась из-за разочарования сестер Арн-Хорн в группе, которые считали, что их творчески подавлял звукозаписывающий лейбл, и они потеряли чувство направления. Вместе они сформировали новую группу Softcult.

## Участники группы
- Мерседес Арн-Хорн — вокал, соло-гитара (2009—2020)
- Феникс Арн-Хорн — барабаны, клавиши, бэк-вокал (2009—2020)
- Брэндон Локвуд — бас-гитара, бэк-вокал (2013—2020)
- Дэвид Блейк-Диксон — бас-гитара, бэк-вокал (2009—2012)[19]

## Награды и номинации
| Премия      | Год  | Номинированная работа | Категория             | Результат |
| ----------- | ---- | --------------------- | --------------------- | --------- |
| JUNO Awards | 2014 | Becoming (EP)         | Прорывная группа года | Номинация |

## Дискография

### Альбомы
- 2015: Becoming (Полноформатная версия)
- 2017: Synesthesia[англ.]

### Мини-альбомы
- 2011: For Now
- 2012: For Now (Acoustic Sessions)
- 2013: Becoming (EP)[20]
- 2014: Spirit Animal
- 2014: Skin and Bone
- 2020: Spectra[16]
- 2020: Teenagers (remixes)

### Синглы
- Kerosene (2015)
- Remission (2018)
- Teenagers (2019)
- Teenagers (reimagined) (2019)
- Harlequin Romance (2019)
- Harlequin Romance (reimagined) (2019)
- Slow Motion (2019)
- Girls (2020)

### Кавер-версии
- 2013: Wolves (Crystalyne[англ.] cover)
- 2016: Happy Holidays, I Miss You — Last Christmas (Wham! cover)
- 2020: Sugar Hiccup (Cocteau Twins cover)

## Видеография
| Дата | Название                                       |
| ---- | ---------------------------------------------- |
| 2010 | «I’ll Be Home for Christmas»                   |
| 2010 | «Bridges»                                      |
| 2011 | «OMG»                                          |
| 2011 | «I Sell Comics»                                |
| 2011 | «Barricade»                                    |
| 2011 | «Do You Hear What I Hear?»                     |
| 2011 | «Anchors Make Good Shoes (If You Have Issues)» |
| 2013 | «You Don’t Know How»                           |
| 2014 | «Cold-Blooded»                                 |
| 2015 | «Kerosene»                                     |
| 2016 | «Stereo»                                       |
| 2017 | «Need Someone»                                 |
| 2017 | «Animal Heart»                                 |
| 2018 | «Tough Love»                                   |
| 2018 | «Remission»                                    |
| 2019 | «Teenagers»                                    |
| 2019 | «Teenagers "Reimagined"»                       |
| 2019 | «Harlequin Romance»                            |
| 2019 | «Slow Motion»                                  |
| 2020 | «Girls»                                        |
| 2020 | «Everybody’s Lonely»                           |